# جون كالبهين
جون كالبهين (مواليد 14 أبريل 1963) هو ملاكم كندي، مثّل بلاده في الألعاب الأولمبية الصيفية 1984.

## روابط خارجية
جون كالبهين على موقع بوكس ريك (الإنجليزية) (registration required)
- جون كالبهين على موقع أوليمبيديا (الإنجليزية)
- جون كالبهين على موقع اتحاد ألعاب الكومنولث (مؤرشف) (الإنجليزية)